# Athyrium ludingense
Athyrium ludingense är en majbräkenväxtart som beskrevs av Z.R. Wang och L.B. Zhang. Athyrium ludingense ingår i släktet Athyrium och familjen Athyriaceae. Inga underarter finns listade.